# Jonasz (Lwanga)
Jonasz, imię świeckie Jonah Lwanga (ur. 18 lipca 1945 w Ddegeya, zm. 5 września 2021 w Atenach) – ugandyjski duchowny prawosławny, od 1997 metropolita Kampali.

## Życiorys
Urodził się w rodzinie prawosławnej. Po ukończeniu szkoły średniej udał się do Grecji; w latach 1964–1968 był słuchaczem Szkoły Duchownej na Krecie. Naukę kontynuował na Uniwersytecie w Atenach, gdzie w 1973 r. uzyskał tytuł magistra filozofii, a w 1978 r. – teologii. Po ukończeniu studiów powrócił do Ugandy, gdzie był sekretarzem Misji Prawosławnej. 1 maja 1981 r. przyjął święcenia diakońskie, a rok później – kapłańskie. Następnie został oddelegowany do Kenii, gdzie był wykładowcą w seminarium Makarego III w Nairobi. Tam też otrzymał godność archimandryty. 26 lipca 1992 przyjął chirotonię jako biskup Bukoby w Tanzanii. W latach 1992–1995 był przedstawicielem Międzynarodowego Ruchu Młodzieży Prawosławnej SYNDESMOS na południową Afrykę. 12 marca 1997 r. został metropolitą Kampali.
W czerwcu 2016 r. uczestniczył w Soborze Wszechprawosławnym na Krecie.